# ベレッタM84
ベレッタ 84（Beretta 84）は、イタリアのベレッタ社が開発した自動式拳銃。通称「チーター」シリーズ。ただし、チーターシリーズの元祖は.32ACP弾を使用するベレッタ81となる。

## 概要
ダブルカラムマガジンの採用により.380ACP弾を13発装填可能で、警察用や護身用・競技用としても使用される。
現在はデザインを一部改良したベレッタ 84F、84Fのセーフティーにデコッキング機能を追加したベレッタ 84FSが主流となっている。この他にもシングルカラムモデルのベレッタ 85、.22LR弾を使用するベレッタ 87などが存在し、85は日本では麻薬取締官に採用されている。また、84FはかつてBDA380（欧州仕様は140DA）の名で販売された時期があった。これは当時、公的機関向け以外に北米での販路を持っていなかったベレッタ社が、知名度のあったFN社に委託して販路を確立した「迂回生産・販売」用の名称である。

## 登場作品

### 映画・テレビドラマ
『警視庁捜査一課9係 season11』
第8話「3つの大追跡」にて、比留野学（演：葛山信吾）が85を使用。
『チャイルド・プレイ』
マイク・ノリス刑事（演：クリス・サランドン）がバックアップとして所持（メインの拳銃はS&W M10）。バークレー家にてカレン・バークレー（演：キャサリン・ヒックス）に渡し、チャッキーに向けて1発を発砲する。左足に当てて転倒させるが、弾詰まり（ジャム）が起こったためにその場で捨てる。
『特捜最前線2013~7頭の警察犬』
乾部兵庫(演：小日向文世)がM84を使用。
『七曲署捜査一係』
山岡英介係長（演：舘ひろし）が使用。

### アニメ・漫画
『エリア88』
風間真が使用。
『エンジェル・ハート』
劉信宏（リュウ・シンホン）と李堅強（リ・ジェンチャン）が使用。また、裏切り者を炙り出すために堅強が信宏に向けて発砲しているシーンがある。
『クレヨンしんちゃん 暗黒タマタマ大追跡』
千葉県警察成田東西警察署刑事課資料室に所属する女性警察官、東松山よねがベレッタ 92FSと共に所持。
『戦闘メカ ザブングル』
エルチ・カーゴが使用。
『ヨルムンガンド』
チナツが使用。